# King Kong Song
«King Kong Song» (originalmente "Mr. Sex"), escrito y compuesto por Benny Andersson y Björn Ulvaeus, es el nombre de una canción de 1974 grabado por el grupo de pop sueco ABBA, la cual incluyeron en su álbum Waterloo. En 1977, la pista fue lanzada como solo para coincidir con el reestreno de la película King Kong. Este sencillo se colocó en el #94 en las listas de Australia, donde previamente había sido lanzado como el lado B de "I've Been Waiting for You". Recibió una cantidad sustancial de cobertura radial en Suecia, a pesar de que para ese entonces, ya habían pasado tres años y dos álbumes desde su concepción original en 1974. La canción guarda un parecido con el estilo de los Beach Boys.
En 1974, la canción compitió en la lista de éxitos sueca Tio i topp, donde permaneció por cuatro shows alcanzando el #4. "King Kong Song" fue lanzado como el lado B del dicsco "Honey, Honey" en Suecia.

## Versiones
- La banda de rock alternativa Electric Boys grabaron una versión de la canción en 1992 en el álbum ABBA: The Tribute, lanzado bajo el sello Polar Music.
- La banda sueca Moahni Moahna grabó una versión para su álbum Why en 1996 .